# 自由タイ運動
自由タイ運動（タイ語: ขบวนการเสรีไทย　音写:カブアンカン・セーリー・タイ）は、1941年（昭和16年）の太平洋戦争開戦から1945年（昭和20年）終戦までの日本軍がタイ王国領土に進駐したことに抵抗したタイ人による地下レジスタンス運動。自由タイ運動は、連合国に、タイ国内の重要な軍事情報を提供し、インドシナ半島における連合軍の作戦遂行に貢献し、戦後、タイ王国が主権を保つことができた重要な要素のひとつとなった。

## 組織の背景と活動

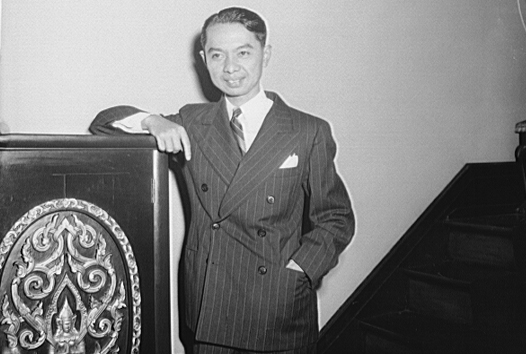
セーニー・プラーモート（1944年、ワシントンDC）

1941年12月8日太平洋戦争開始と同時に始まるタイ王国への日本軍の進駐を受けて、首相プレーク・ピブーンソンクラーム（以下、ピブン）は、12月21日に日本との間に日泰攻守同盟条約を締結、翌年1月8日のイギリス軍による首都バンコクへの爆撃を契機に、1月25日アメリカ合衆国とイギリスに宣戦布告を行い、タイは枢軸国となった。
その結果、英米におけるタイ王国及びタイ国民の資産は凍結され、在住するタイ人は赤十字を経由して送還されるはずであったが、駐米大使セーニー・プラーモート（以下、セーニー）は、合衆国政府への宣戦布告の通達を拒否、合衆国政府と計り、留学生らを組織し抗日運動「自由タイ運動」を組織した。留学生の内21名は戦略諜報局（Office of Strategic Services OSS）に入隊し、タイ国内における諜報活動等の準備が進められた。OSSにおいて、彼らは地下活動の訓練を受けた後、タイ国内に潜入し、終戦時には5万人以上のレジスタンスを組織するまでにいたった。なお、現在、タイ・シルクの有名ブランドである『ジム・トンプソン』の創立者ジム・トンプソンは、OSSのバンコク支局長としてタイに入国したのが、その後のビジネスを興す契機となった。
この知らせが、イギリスに入ると、留学生らを中心にこれに倣い、英国内にも自由タイが設立され、37人のタイ人がイギリスの特殊作戦執行部（SOE）に情報将校として採用された。
タイ国内では、摂政の一人であるプリーディー・パノムヨンがこれに呼応し、1943年2月国内で自由タイを組織、同年9月には自由タイの重慶本部と連絡を取り、秘かに活動を開始した。閣内にも警察局長官アドゥンなどが協力者がおり、不審入国に対する取締りを緩めるなどの動きがあった。プリーディーは、連合国に自由タイを自由フランス同様の亡命政府と認めさせることを希望し、また、連合国からの資金的支援も期待したが、英米ともに、亡命政府と認めること及び直接の支援については否定的であった。

## 日本軍進駐下のタイ国内状況
ピブンの日本よりの政策は当初国内において支持を得た。タイ軍は、1826年ヤンダボ条約でイギリスが植民地支配権を確定したシャン州回復を目標として、日本のビルマ侵攻戦をともに戦った。タイ軍は、さらに1893年仏泰戦争で失ったラオスや、1909年英泰条約で失ったマレーの領域（クランタン州、ケダ州、トレンガヌ州、プルリス州）等を回復した。
しかし、日本軍が約15万人もの兵士を駐留させると、だんだん、同盟軍としてよりも占領軍としてタイを扱うようになってきた。米国は既述の理由で正式には宣戦を布告されたことにはなっていなかったが、1942年12月26日インドに基地を置く合衆国第10空軍爆撃隊は、米軍として最初の爆撃を行い、その後続く空襲でバンコク等に数千人の犠牲者を出した。文民エリート層を中心に、世論は、ピブンの政策を支持しないようになっていった。

### プリーディ及び文民政権（1944–47）

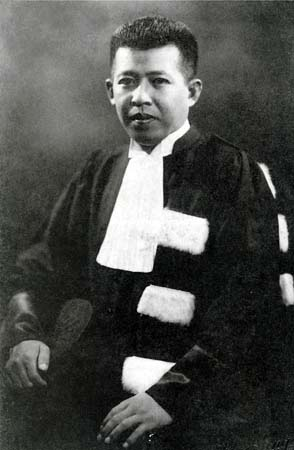
プリーディー・パノムヨン

1944年7月、ピブンは辞職し、代わって文民であるクアン・アパイウォンが首相に就任した。爆撃は継続し、1945年4月14日B-29が、バンコクの主要な発電所2箇所を破壊した一方で、自由タイのネットワークは、落下傘で潜入する連合軍兵士を救助するのに協力している。クアンは政治的にセーニーに近いものであったが、この政権で最も影響力を有したのは、反日的見解を日増しに強くしていったプリーディーであった。これらの政治的有力者により、戦争末期にあっては、連合国の工作員はバンコクへ自由に出入りできる状況となっていた。終戦にいたって、タイ政府は戦時下における日本との全ての協定について無効を主張した。 
しかし、彼ら文民指導者は共同歩調をとることができなかった。クワンは、プリーディーとの仲違い後、ワシントンから自由タイ運動の指導者として帰国したセーニーに首相職を奪われた。1945年末の文民指導者間の権力の奪い合いは、彼らの間に政治的分裂を生み、戦後、軍部が政治の世界に復活するのを止める能力を喪失させることとなった。
戦後の連合国諸国の態度も文民政府が弱体化する原因となった。自由タイ運動による連合軍に対する戦争への取り組みへの貢献の結果として、アメリカ合衆国は、他の連合国諸国と異なり正式な戦争状態でなかったこともあり、和平交渉において敵国（枢軸国）として扱うことはなかった。しかし、他の連合国との和平条約締結は難航した。隣接する植民地を有するイギリスは戦後賠償として、ビルマ・マレー半島の占領地の返還とマレー植民地へ米の供出を条件とした。フランスはインドシナ植民地を1940年タイ・フランス領インドシナ紛争以前の状態に戻すことを、タイの国際連合加盟の条件とした。また、ソビエト連邦は、国内の共産主義活動禁止法の撤廃を要求した。
自由タイ運動は、第二次世界大戦戦後世界において、戦時下の貢献によりタイを敗戦国の当事者とすることから救うことには成功したが、戦後政治の核となることなく分裂し消滅した。

## 遺跡
タム・セリー・タイ（ถ้ำเสรีไทย）
- サコンナコーン県にある、自由タイ向けに武器や食糧の貯蔵に使用した野菜でカモフラージュした洞窟。

## 主要な構成メンバー

第一次ピブーン内閣の集合写真、最前列中央首相のピブンを囲んで、右隣が警察局長官アドゥン・アドゥンデジャジャラス、左から2番目がプリーディー・パノムヨン、左端のタワン・タムロンナーワーサワットとプリーディーの間に顔を出しているのがクアン・アパイウォンと3名の自由タイのメンバーが写っている。

- ラムパイパンニー（ラーマ7世王妃、イギリスにおける自由タイ運動の名目上の代表者）
- クアン・アパイウォン（タイ民主党党首、第4,7,10代首相）
- タウィー・ブンヤケート（第5代首相）
- セーニー・プラーモート（第6,17,19代首相）
- プリーディー・パノムヨン（第8代首相）
- アドゥン・アドゥンデジャジャラス（Adul Aduldejajaras　ピブン内閣　警察局長官）
- ルワン・バンナコーンコウィット（Luang Bannakornkowit　閣僚）
- アーナンダ・チンタカノン（Ananda Chintakanond　外交官、後ECAFEに奉職）
- ルワン・ディタカーンパクディ（Luang Dithakarnpakdi　外交官）
- ディレーク・チャイナーム（タイ語版）（蔵相、外相経験者）
- ターウィー・ジュンラサップ（タイ語版）（空軍司令官）
- クサ・パンヤラチュン（Kusa Panyarachun　タイ観光産業の有力者）
- シディ・サヴトシラ（タイ語版）（後のタイ空軍司令官、外相）
- ルワン・スパチャラサイ（Luang Suphachalasai　内相経験者）
- サンヤラ・スワンナチェープ（Sangvara Suwannacheep　防衛副大臣経験者）
- ムンシルパ・シナトヨトハラクサ（Munsilpa Sinadyodharaksa　防衛大臣 1945）
- ティアン・シリカーント（タイ語版）（国会議員）
- サングアン・トゥララクサ（タイ語版）（閣僚）
- プワイ・ウンパーゴン（タイ語版）（タイ銀行総裁、タンマサート大学総長）

## 参考
- ラオ・イサラ
- クメール・セレイ